# 民乐河
民乐河，是流经中华人民共和国云南省普洱市景谷傣族彝族自治县和临沧市临翔区的一条河流，是勐戛河右岸支流。发源于景谷县民乐镇北烂坝塘梁子，蜿蜒向西南流经大河边村、民乐村及民乐镇政府驻地，于芒丫村进入临翔区平村彝族傣族乡境内，继续向西南流至临翔区与景谷县交界处附近汇入勐戛河。河长58.3千米，流域面积421.8平方千米，落差990米。流域内居住着12个民族，其中少数民族人口占总人口的90%以上。流域内森林覆盖率在80%以上。